# 田川市立大藪小学校
田川市立大藪小学校（たがわしりつ おおやぶしょうがっこう）は、福岡県田川市川宮に位置する公立の小学校。

## 概要
歴史
1919年（大正8年）に「私立三井田川尋常小学校 第二坑分教場」として設立された。数回の改組・改称を経て、現校名となったのは1947年（昭和22年）。 公立移管された1945年（昭和20年）を創立年としており、2025年（令和7年）に創立80周年を迎える。
校訓
「明るい子・強い子・元気な子」
校章
中央に校名である「大藪」の文字（縦書き）を配している。
校歌
1956年（昭和31年）制定。歌詞は2番まであり、両番の歌詞中に校名の「大藪小学校」が登場する。
通学区域
住所表記で田川市の後に「向陽台、松原2・3区、あさひ台県住、千代町（7番・8番）、高住台、三井大藪、新生町」が続く地区。中学校区は田川市立田川西中学校。

## 沿革
- 1902年（明治35年）- 「私立三井田川尋常小学校」が設置される。
- 1919年（大正8年）4月 - 児童数の増加により、「私立三井田川尋常小学校 第二坑分教場」が設置される。
- 1928年（昭和3年）7月 - 講堂が完成。
- 1941年（昭和16年）4月1日 - 国民学校令施行により、「三井田川国民学園 大藪分教場」（国民学校ではなく、国民学園）に改称。尋常科を初等科に改める。
- 1943年（昭和18年）11月3日 - 田川市が発足。
- 1945年（昭和20年）4月1日 - 学校の運営が田川市に移管され（公立移管）、「田川市 田川国民学校 大藪分教場」に改称。
- 1946年（昭和21年）9月28日 - 「田川市 大藪国民学校」として独立。
- 1947年（昭和22年）4月1日 - 学制改革（六・三制の実施）により、新制小学校「田川市立大藪小学校」（現校名）に改組・改称。
- 1948年（昭和23年）5月 - 副食給食を開始。
- 1949年（昭和24年）12月 - 3教室を増築。
- 1951年（昭和26年）
  - 2月 - 完全給食を開始。
  - 6月 - 給食調理室を増築。
  - 8月 - 2階建て4教室が完成。
- 1952年（昭和27年）12月 - 本館を2階建てに増築。
- 1953年（昭和28年）
  - 1月 - 校区変更により、横島地区の児童が転入。
  - 10月 - 2階建て2教室を増築。
- 1954年（昭和29年）7月 - 校舎を移転。
- 1955年（昭和30年）
  - 1月 - 新講堂が完成。
  - 4月 - 校区変更により、松原地区の児童が転入。
- 1956年（昭和31年）11月 - 独立10周年記念式典を挙行。校歌を制定。
- 1957年（昭和32年）3
  - 3月 - 2階建て6教室を増築。
  - 4月 - 校区変更により、松原地区の児童が転入。
- 1958年（昭和33年）3月 - 旧・三井二坑跡を運動場として造成。
- 1959年（昭和34年）4月 - 4教室を新築後、旧2教室を解体。
- 1961年（昭和36年）3月 - 給食をパン給食に切り替える。
- 1968年（昭和43年）
  - 3月 - 校門前に校訓碑を建立。
  - 7月 - 図工・家庭科室・準備室を設置。
- 1969年（昭和44年）
  - 9月 - 給食室を改築。
  - 10月 - 児童会室を給食ランチルームに改装。
- 1971年（昭和46年）6月 - プールが完成。
- 1974年（昭和49年）4月 - 大藪幼稚園を併設。
- 1979年（昭和54年）7月 - 新校舎が完成。
- 1986年（昭和61年）5月 - 屋内運動場が完成。
- 1987年（昭和62年）3月 - 大藪幼稚園の改築を完了。
- 1990年（平成2年）4月 - 大藪幼稚園、プレハブ園舎を増築。
- 1995年（平成7年）11月 - 創立50周年記念式典を挙行。
- 1999年（平成11年）3月 - パソコン室を改装。
- 2013年（平成25年）4月 - 土曜授業を開始。
- 2017年（平成29年）5月 - ムーンスターのCM撮影が行われる[2]。

## 交通アクセス
最寄りの鉄道駅
- 平成筑豊鉄道 糸田線「大藪駅」
- JR九州 日田彦山線 「田川伊田駅」・「田川後藤寺駅」

最寄りの幹線道路
- 福岡県道457号川宮伊田線

## 周辺
- 松原団地
- 大藪郵便局

## 参考資料
- 「田川市誌」（1954年（昭和29年）12月1日発行, 田川市）p.363～p.364
- 「田川市史」（1976年（昭和51年）3月1日発行, 田川市）